# كفر الشيخ الظواهري
قرية كفر الشيخ الظواهرى هي إحدى القرى التابعة لمركز ههيا في محافظة الشرقية في جمهورية مصر العربية. حسب إحصاءات سنة 2006، بلغ إجمالي السكان في كفر الشيخ الظواهرى 4439 نسمة، منهم 2342 رجل و2097 امرأة.